# Kim Newman
Pour les articles homonymes, voir Newman.
Œuvres principales
- Série Anno Dracula

Kim Newman, né le 31 juillet 1959 à Londres, est un auteur et critique de cinéma anglais. Il est essentiellement connu pour ses romans d'horreur et notamment pour sa série Anno Dracula.

## Biographie
Kim Newman a grandi dans le comté du Somerset, sa jeunesse ayant été marquée par la vision, à l'âge de 11 ans, du Dracula de Tod Browning. Après des études d'anglais à l'Université du Sussex, il devient journaliste, publiant dans divers magazines, puis se tourne vers la fiction. En parallèle à ses activités littéraires, il est critique de cinéma spécialisé dans le cinéma d'horreur et contribue notamment au mensuel Empire.
Sous le pseudonyme de Jack Yeovil, Kim Newman a également écrit des romans dans l'univers de Warhammer.
Plusieurs de ses nouvelles et romans ont été récompensés par des prix littéraires. 
En 2013, il a fait partie du jury de la 13e édition du festival international du film fantastique de Neuchâtel.

## Œuvres

### SérieAnno Dracula
1. Anno Dracula, J'ai lu, 1998 ((en) Anno Dracula, 1992)Réédité en 2012 aux éditions Bragelonne
2. Le Baron Rouge Sang, J'ai lu, 1998 ((en) The Bloody Red Baron, 1995)Réédité en 2013 aux éditions Bragelonne
3. Le Jugement des larmes, J'ai lu, 2000 ((en) Dracula Cha Cha Cha, 1998)Réédité en 2015 aux éditions Bragelonne sous le titre Dracula Cha Cha Cha
4. (en) Johnny Alucard, 2013
5. (en) Anno Dracula 1899: One Thousand Monsters, 2017
6. (en) Anno Dracula 1999: Daikaiju, 2019

- (en) Anno Dracula 1899 and Other Stories, 2017

### SérieDrearcliff Grange School
1. (en) The Secrets of Drearcliff Grange School, 2015
2. (en) The Haunting of Drearcliff Grange School, 2018

### Romans indépendants
- Hollywood Blues, 2006 ((en) The Night Mayor, 1989)
- (en) Bad Dreams, 1990
- (en) Jago, 1991
- (en) The Quorum, 1994
- (en) Life's Lottery, 1999
- (en) Time and Relative, 2001Le roman se déroule dans l'univers de la série Doctor Who
- Moriarty : Le Chien d'Uberville, Bragelonne, 2015 ((en) Professor Moriarty: The Hound of the D'Urbervilles, 2011)
- (en) An English Ghost Story, 2014
- (en) Quatermass and the Pit, 2014
- (en) Angels of Music, 2016
- (en) Something More Than Night, 2021
- (en) A Christmas Ghost Story, 2024

### Recueils de nouvelles
- (en) The Original Dr. Shade, and other stories, 1994
- (en) Famous Monsters, 1995
- (en) Back in the USSA, 1997Écrit avec Eugene Byrne.
- (en) Seven Stars, 2000
- (en) Where the bodies are buried, 2000
- (en) Unforgivable Stories, 2000
- (en) The Man from the Diogenes Club, 2006
- (en) The Secret Files of the Diogenes Club, 2007

## Récompenses
- 1989 : prix Bram Stoker de la meilleure œuvre non-fictive pour Horror: 100 best books
- 1990 : prix British Science Fiction de la meilleure fiction courte pour Le Retour du docteur Shade (The Original Dr. Shade)
- 1994 : International Horror Guild Award du meilleur roman pour Anno Dracula
- 1998 : International Horror Guild Award de la meilleure nouvelle pour Coppola's Dracula
- 1999 : prix Ozone du meilleur roman fantastique étranger pour Anno Dracula
- 2000 : prix Ozone du meilleur roman fantastique étranger pour Le Baron Rouge Sang
- 2001 : prix British Fantasy du meilleur recueil pour Where the bodies are buried
- 2006 : prix Bram Stoker de la meilleure œuvre non-fictive pour Horror: another 100 best books